# توماس بريسبان
توماس بريسبان (بالإنجليزية: Thomas Brisbane)‏ (و. 1773 – 1860 م) هو عالم فلك، وعسكري من المملكة المتحدة. كان عضوًا في الجمعية الملكية.
توفي عن عمر يناهز 87 عاماً.

## مناصب
تولى منصب Governor of New South Wales.

## التعليم
تعلم في جامعة إدنبرة.

## الخدمة العسكرية
خدم في الجيش البريطاني.

## جوائز
حصل على جوائز منها:
- الميدالية الذهبية للجمعية الفلكية الملكية (1828)
- وسام فارس الصليب الأعظم
- زميل في الجمعية الملكية.

## روابط خارجية
- توماس بريسبان على موقع الموسوعة البريطانية (الإنجليزية)